# 제2기 존슨 내각
제2기 존슨 내각(영어: Second Johnson ministry)은 2019년 12월 16일에 시작되었다. 보리스 존슨은 엘리자베스 2세 여왕을 청중한 지 3일 만에 2019년 총선 후 보수당이 80석의 다수로 집권한 새 행정부를 구성하도록 초대했다. 하원에서 처음에 장관들은 제1기 존슨 내각 말기의 장관들과 거의 동일했지만 2020년 2월 내각 개편으로 크게 변경되었다.